# Torneporlav
Torneporlav (Pertusaria tornensis) är en lavart som beskrevs av H.Magn.. Torneporlav ingår i släktet Pertusaria, och familjen Pertusariaceae. Arten är reproducerande i Sverige.